# Straż Mogił Polskich Bohaterów we Lwowie
Straż Mogił Polskich Bohaterów we Lwowie – polskie stowarzyszenie powstałe w 1919 roku we Lwowie, którego celem było otoczenie opieką mogił poległych w 1918 w obronie Lwowa Polaków i dbanie o porządek i renomę lwowskiego Cmentarza Orląt.

## Historia
Stowarzyszenie powstało z inicjatywy Marii Ciszkowej, matki 18-letniego Orlęcia lwowskiego poległego podczas obrony Lwowa przed Ukraińcami w listopadzie 1918. Od samego początku istnienia spotkało się z ogromnym poparciem polskiego społeczeństwa.
Celem stowarzyszenia była opieka nad grobami poległych w walkach o Lwów, zbieranie funduszy na budowę Cmentarza Obrońców Lwow, a po jego powstaniu dbanie o porządek i pielęgnowanie nekropolii. Stowarzyszenie dzięki poświęceniu wielu swoich członków i działalności wydawniczej przyczyniło się w znacznym stopniu do wyprowadzenia renomy Cmentarza Orląt nie tylko poza sam Lwów, ale także poza granice ówczesnej Polski.
W maju 1939 odbyło się Walne Zgromadzenie członków SMB, podczas którego wybrano władze (prezeska Wanda Mazanowska, zastępcy Olga Zakrejs i Juliusz Zulauf).
Straż Mogił Polskich Bohaterów istniała do zakończenia masowych wysiedleń Polaków ze Lwowa, a formalnie do czasu wyjazdu z miasta ostatniego przewodniczącego stowarzyszenia – Wandy Mazanowskiej, jednak "strażnicy" wychowani w polskim Lwowie i pozostali w nim po wojnie działali w tym charakterze do swojej śmierci, a po nich obowiązki przejęli następni, którzy obecnie tworzą zorganizowaną grupę działającą dla ochrony polskiej spuścizny.
Ostatnim sekretarzem stowarzyszenia Straży Mogił Polskich Bohaterów była Maria Tereszczakówna, zasłużona w ratowaniu szczątków polskich bohaterów w trakcie profanacji i zrównywania z ziemią Cmentarza Obrońców Lwowa w latach 70. XX wieku.